# Олімп (стадіон, Олександрія)
Культурно-спортивний комплекс «Олімп» — стадіон у місті Олександрії Кіровоградської області. Відкритий 25 травня 1991 року. Вміщує 2 640 глядачів. Адреса стадіону — Кіровоградська область, м. Олександрія, пр. Будівельників, 35. Один з небагатьох стадіонів України, збудованих у 1990-х роках; суто футбольний, без бігових доріжок, тому трибуни дуже близько до поля.
Культурно-спортивний комплекс «Олімп» споруджений коштом та силами заводу «Поліграфтехніка» (президент заводу та клубу водночас — Микола Лавренко). Офіційно відкритий 25 травня 1991 року під час святкування 240-річчя міста. На урочистій церемонії вперше за радянський період історії Олександрії замість традиційного перерізання червоної стрічки споруду освятив священик Покровської церкви. У матчі-відкритя олександрійська «Поліграфтехніка» перемогла з рахунком 1:0 одеське «Торпедо», втім, попри звитягу, футболісти господарів відзначили, що ще не звикли грати на стадіоні без бігових доріжок. Наступного дня на стадіоні відбувся гала-концерт за участі таких радянських зірок як Ірина Аллегрова й Аркадій Хоралов.
Стадіон знаходиться в мікрорайоні Перемога міста Олександрія. Має криту трибуну, VIP-зону, прес-ложу, критий футзальний майданчик зі штучним покриттям, невеликий спортивний зал та інші споруди. Стадіон 1 категорії Української асоціації футболу.
Футбольний клуб «Поліграфтехніка» (Олександрія) грав на цьому стадіоні матчі, поки йшло будівництво КСК «Ніка». Усього проведено 124 зустрічі в 1-й лізі та 5 кубкових матчів. Рекорд відвідуваності — 10 000 глядачів на матчі обласного дербі проти кіровоградської «Зірки НІБАС» 17 травня 1995 (0:0).
Починаючи з сезону 2024/25 років «Олександрія-2» проводить деякі домашні матчі на даному стадіоні.